# Zaleptus zilchi
Zaleptus zilchi is een hooiwagen uit de familie Sclerosomatidae.